# Lekkoatletyka na Letnich Igrzyskach Olimpijskich 1932 – maraton mężczyzn

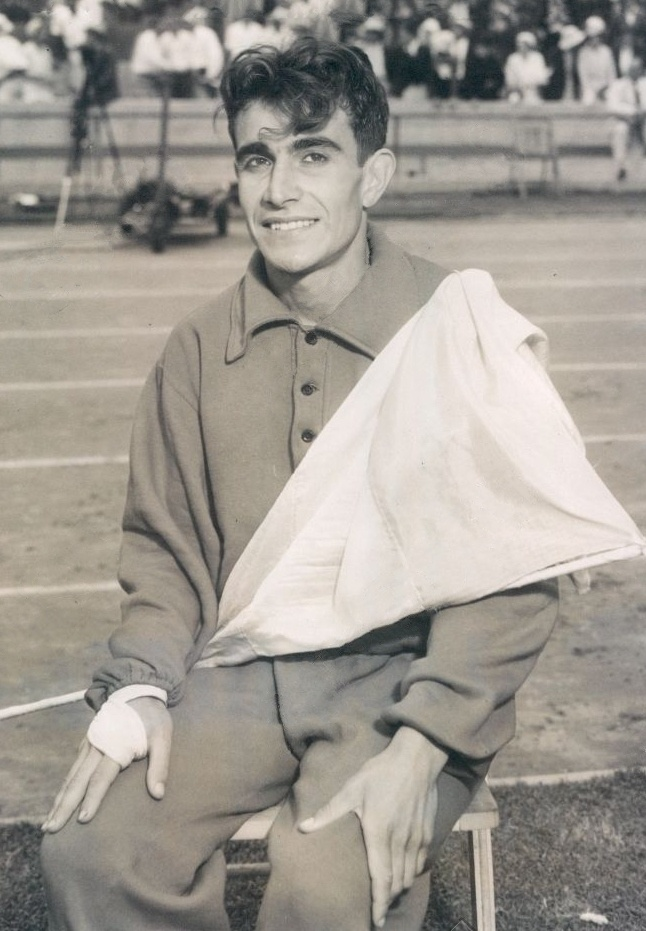
Juan Carlos Zabala

Bieg maratoński mężczyzn był jedną z konkurencji rozgrywanych podczas X Letnich Igrzysk Olimpijskich. Bieg został rozegrany w dniu 7 sierpnia 1932 roku. Start i meta znajdowały się na Los Angeles Memorial Coliseum w Los Angeles.

## Rekordy
|                   | Zawodnik           | Wynik     | Miejsce      | Data                      |
| ----------------- | ------------------ | --------- | ------------ | ------------------------- |
| Rekord świata     | Albert Michelsen   | 2:29:01,8 | Port Chester | 12 października 1925(dts) |
| Rekord olimpijski | Hannes Kolehmainen | 2:32:35,8 | Antwerpia    | 22 sierpnia 1920(dts)     |

## Terminarz
| Data            |       | Godzina |
| --------------- | ----- | ------- |
| 7 sierpnia 1932 | Finał | 15:30   |

## Wyniki
| Poz. | Zawodnik                   | Reprezentacja     | Czas    | Uwagi |
| ---- | -------------------------- | ----------------- | ------- | ----- |
| 1.   | Juan Carlos Zabala         | Argentyna         | 2:31:36 | OR    |
| 2.   | Samuel Ferris              | Wielka Brytania   | 2:31:55 |       |
| 3.   | Armas Toivonen             | Finlandia         | 2:32:12 | [ 3 ] |
| 4.   | Dunky Wright               | Wielka Brytania   | 2:32:41 |       |
| 5.   | Seiichiro Tsuda            | Japonia           | 2:35:42 |       |
| 6.   | Kim Un-bae                 | Japonia           | 2:37:28 |       |
| 7.   | Albert Michelsen           | Stany Zjednoczone | 2:39:38 |       |
| 8.   | Oskar Hekš                 | Czechosłowacja    | 2:41:35 |       |
| 9.   | Taika Gon                  | Japonia           | 2:42:52 |       |
| 10.  | Anders Hartington Andersen | Dania             | 2:44:38 |       |
| 11.  | Hans Oldag                 | Stany Zjednoczone | 2:47:26 |       |
| 12.  | Clifford Bricker           | Kanada            | 2:47:58 |       |
| 13.  | Michele Fanelli            | Włochy            | 2:49:09 |       |
| 14.  | Johnny Miles               | Kanada            | 2:50:32 |       |
| 15.  | Paul de Bruyn              | Niemcy            | 2:52:39 |       |
| 16.  | François Bégeot            | Francja           | 2:53:34 |       |
| 17.  | Fernando Cicarelli         | Argentyna         | 2:55:49 |       |
| 18.  | Eddie Cudworth             | Kanada            | 2:58:35 |       |
| 19.  | João Clemente da Silva     | Brazylia          | 3:02:06 |       |
| 20.  | Margarito Pomposo          | Meksyk            | 3:10:51 |       |
| –    | Santiago Hernández         | Meksyk            | DNF     |       |
| –    | James Henigan              | Stany Zjednoczone | DNF     |       |
| –    | Ville Kyrönen              | Finlandia         | DNF     |       |
| –    | Matheus Marcondes          | Brazylia          | DNF     |       |
| –    | Jorge Perry                | Kolumbia          | DNF     |       |
| –    | José Ribas                 | Argentyna         | DNF     |       |
| –    | Francesco Roccati          | Włochy            | DNF     |       |
| –    | Lauri Virtanen             | Finlandia         | DNF     |       |
| –    | René Bonich                | Kuba              | DNS     |       |
| –    | Adalberto Cardoso          | Brazylia          | DNS     |       |
| –    | Alfred Maasik              | Estonia           | DNS     |       |
| –    | Billy Savidan              | Nowa Zelandia     | DNS     |       |
| –    | Franz Tuschek              | Austria           | DNS     |       |